# 安第斯硬尾鸭
，是雁形目鸭科的一种鸟类。

## 特征
安第斯硬尾鸭体重约608.15克，翼长约157.2毫米，嘴峰长约50.6毫米，喙宽度约21.1毫米，喙厚度约13.1毫米，跗蹠长约36.1毫米，尾长约73.8毫米。安第斯硬尾鸭在其分布区内为留鸟，其栖息在开放的湖泊、沼泽等湿地环境中，食性为杂食性，主要食物来源是水生动物。

## 亚种
- ：分布于哥伦比亚的安第斯山脉中部和东部。
- ：分布于从哥伦比亚南部的安第斯山脉到阿根廷南部和智利南部。[4]